# 泰勃圓鰺
泰勃圓鰺（学名：Decapterus tabl），又稱鋸緣圓鰺，俗名為硬尾，為輻鰭魚綱鱸形目鱸亞目鰺科的其中一個種。

## 分布
本魚廣泛分布於全球各大洋暖水域。

## 深度
水深7至550公尺。

## 特徵
本魚體呈紡錘型，頭長略大於體高，體長約為頭長的3.1倍。胸鰭長度約等於頭長。眶前區的長度等於眼徑。各鰭均帶紅色，尤其尾鰭最鮮紅。第一背鰭有硬棘1+8枚，第二背鰭有軟條29至32枚。臀鰭有硬棘2+1枚、軟條23至26枚。第二背鰭及臀鰭末端均有1枚離鰭。體長可達50公分，體重可達550公克。

## 生態
本魚出產於水溫越高的地方，體型越大，離開赤道越遠，出產的體型越小。常成群巡游於深水區，以無脊椎動物為食。

## 經濟利用
作生魚片很美味，煮熟後肉質普通，有粗糙的感覺。